# O Quinto dos Infernos
O Quinto dos Infernos é uma minissérie brasileira produzida e exibida pela TV Globo de 8 de janeiro a 29 de março de 2002, em 48 capítulos.
Escrita por Carlos Lombardi, com colaboração de Margareth Boury e Tiago Santiago, contou com direção de Marco Rodrigo, Edgard Miranda e Alexandre Avancini, e direção geral e de núcleo de Wolf Maya.
Contou com Marcos Pasquim, Luana Piovani, Caco Ciocler, Humberto Martins, Danielle Winits, Bruna Lombardi, Cláudia Abreu e Eva Wilma nos papéis principais.

## Enredo

Marcos Pasquim caracterizado como Dom Pedro I.

Uma história sobre os bastidores da Independência do Brasil (1822), a fundação do Império do Brasil (1822-1889), contada de maneira cômica e com muita aventura. Tudo começa em 1785, com a chegada da pequena infante espanhola Dona Carlota Joaquina de Bourbon a Portugal para casar-se com D. João VI, que à época atendia por Infante Dom João Maria de Bragança. Já em 1808, após muita indecisão, D. João resolve transferir a corte para o Brasil, para fugir dos ataques e do poderio bélico de Napoleão Bonaparte. Em paralelo à história dos monarcas, se desenvolve o romance da donzela Manoela com Francisco Gomes, o Chalaça - um dos melhores amigos de Dom Pedro de Bourbon e Bragança (Dom Pedro I).
No Brasil, D. João - Príncipe regente em nome de sua mãe incapacitada, a Rainha Dona Maria I - e sua consorte, Dona Carlota Joaquina criam os filhos D. Maria Teresa,  D. Pedro e D. Miguel de Bourbon e Bragança, que convivem com as loucuras da avó, Dona Maria I, "A Louca", e tentam se adaptar às diferenças de hábitos da colônia. O tempo passa e D. Pedro terá muitas mulheres, mas somente duas oficiais: D. Leopoldina, e após sua morte, a bela Amélia. Passarão pela sua vida turbulentas paixões, como a artista Naomi e a amante mais famosa do Brasil, D. Domitila de Castro Canto e Melo, a Marquesa de Santos.
O dom de Pedro para a paixão é hereditário, já que sua mãe Dona Carlota Joaquina, preza o sangue espanhol que tem e também mantém vários amantes, não se importando em humilhar o marido sempre que pode. As histórias de Chalaça e D. Pedro se cruzarão no Brasil. Uma forte amizade nasce entre os dois, o que dará a Chalaça o posto de primeiro secretário e braço direito do príncipe. Frequentando a corte, Chalaça conhecerá a ardilosa Branca Camargo, que aplica trambiques com o pai, Camargo, e se apaixona por ela. Desencontros irão marcar a vida do rapaz, que vai ficar dividido entre dois amores: Manoela e Branca.

## Elenco
| Intérprete          | Personagem                                              |
| ------------------- | ------------------------------------------------------- |
| Marcos Pasquim      | Dom Pedro I                                             |
| Luana Piovani       | Domitília de Castro do Canto e Melo, Marquesa de Santos |
| Humberto Martins    | Francisco Gomes da Silva (Chalaça)                      |
| Danielle Winits     | Manoela Campos                                          |
| Betty Lago          | Carlota Joaquina                                        |
| André Mattos        | Dom João VI                                             |
| Bruna Lombardi      | Branca Camargo                                          |
| Caco Ciocler        | Dom Miguel                                              |
| Eva Wilma           | Rainha Maria I                                          |
| José Wilker         | Marquês de Marialva                                     |
| Érika Evantini      | Imperatriz Leopoldina                                   |
| Nair Bello          | Marquesa Giovana di Pesto                               |
| Nathalia Timberg    | Madame Xuxu                                             |
| Carolina Ferraz     | Naomi Thierry                                           |
| Paulo Goulart       | José Bonifácio de Andrada e Silva                       |
| Lima Duarte         | Conde dos Arcos                                         |
| Ana Furtado         | Princesa Maria Teresa                                   |
| Bruno Garcia        | Pedro Carlos de Bourbon                                 |
| Pedro Paulo Rangel  | Camargo                                                 |
| Roger Gobeth        | Plácido                                                 |
| Taís Araújo         | Dandara                                                 |
| Mauro Mendonça      | Arcebispo Melo                                          |
| Carlos Bonow        | Gastão                                                  |
| John Herbert        | Lobato                                                  |
| Françoise Forton    | Miou-Miou                                               |
| Carlos Gregório     | Rodrigo                                                 |
| Licurgo Spínola     | Fernão                                                  |
| Vanessa Lóes        | Madalena                                                |
| Mila Moreira        | Inês                                                    |
| Gero Pestalozzi     | Nolasco                                                 |
| Joana Limaverde     | Maria Benedita de Castro Canto e Melo                   |
| Gabriel Braga Nunes | Felício Pinto Coelho de Mendonça                        |
| Henri Castelli      | Francisco de Castro do Canto e Melo (Chico)             |
| Nuno Leal Maia      | João de Castro Canto e Melo                             |
| Antônio Grassi      | Vidigal                                                 |
| Maria Padilha       | Emengarda Cauper                                        |
| Flávio Galvão       | Cauper                                                  |
| Raquel Nunes        | Maria Laura Cauper (Lalá)                               |
| Maria Maya          | Maria Lélia Cauper (Lelê)                               |
| Carolina Galvão     | Maria Lívia Cauper (Lili)                               |
| Pia Manfroni        | Carmem                                                  |
| Vanessa Machado     | Eugênia                                                 |
| Francisco Milani    | Narrador                                                |

### Participações especiais
| Intérprete              | Personagem                                             |
| ----------------------- | ------------------------------------------------------ |
| Cláudia Abreu           | Amélia de Leuchtenberg                                 |
| Cássio Gabus Mendes     | Dom João VI (jovem)                                    |
| Heitor Martinez         | Marquês de Marialva (jovem)                            |
| Paulo Gorgulho          | Juvêncio, padastro de Manoela                          |
| Débora Duarte           | Amália, mãe de Manoela                                 |
| Othon Bastos            | Soares, agiota que ajuda Manoela                       |
| Mário Gomes             | Marquês de Barbacena                                   |
| Juliana Silveira        | Rosaura, irmã de Manoela                               |
| Luiz Guilherme          | Conde de Bagaceira, inimigo de Chalaça                 |
| Walter Breda            | Arcoverde, pai de Chalaça                              |
| Geórgia Gomide          | Aurora, mãe de Chalaça                                 |
| Thaís de Campos         | Arminda, madastra de Chalaça                           |
| Caio Junqueira          | Diogo, amigo de Manoela                                |
| Helena Fernandes        | Chiquinha, irmã de Chalaça                             |
| Adriano Garib           | Dino Corona, marido de Eugênia                         |
| Mônica Torres           | Kate Thierry, irmã de Naomi                            |
| Betina Vianny           | Escolástica Bonifácia de Oliveira Toledo Ribas         |
| Jonas Bloch             | Francisco I                                            |
| Odilon Wagner           | Eugênio de Beauharnais                                 |
| Tamara Taxman           | Augusta da Baviera                                     |
| Miguel Thiré            | Augusto de Beauharnais                                 |
| Cláudio Corrêa e Castro | Dr. Vieira, Conde da Pitanga                           |
| Henri Pagnoncelli       | Dr. Rebordão, médico do hospício                       |
| Mário Frias             | Manuelzinho, namorado de Domitila                      |
| Ângelo Paes Leme        | Emanuel, sobrinho de Madame Xuxu                       |
| Cláudia Lira            | Rita, prostituta rival de Manuela                      |
| Eduardo Conde           | Desoaseux, militar francês que invade Portugal         |
| Adriana Garambone       | Luísa Saucer, amante de D. Pedro                       |
| Edwin Luisi             | Saucer, marido de Luísa                                |
| Oswaldo Louzada         | Alencastro                                             |
| Marilu Bueno            | Violante Alencastro                                    |
| Cláudia Alencar         | Amapola, professora de música de D. Pedro e sua amante |
| Karina Bacchi           | Letícia, amante de D. Pedro                            |
| Camilo Bevilacqua       | Comandante Morais                                      |
| Fábio Junqueira         | Avelar, encarregado de levar D. Pedro a Portugal       |
| Úrsula Corona           | Esmeralda                                              |
| Roberto Bomtempo        | Sardinha                                               |
| Betty Erthal            | Madame Sampaio, dama de companhia de Amélia            |
| Carlos Thiré            | Eduardo                                                |
| Fábio Lago              | Gonzaguinha, empregado do Conde dos Arcos              |
| Catarina Abdalla        | Maria Cristina                                         |
| Leonardo Franco         | Líbero Badaró                                          |
| Murilo Elbas            | César                                                  |
| Mariana Hein            | Fátima                                                 |
| José Steinberg          | Professor Cruguer                                      |
| José D'Artagnan Júnior  | amigo de Francisco                                     |
| Jonathan Nogueira       | guarda                                                 |
| Roney Villela           | guarda                                                 |
| Marcos Breda            | frei                                                   |
| Ernani Moraes           | louco no hospício                                      |
| Alexandre Dacosta       | joga cartas com Gomes e Giovanna e é roubado           |
| Jaime Leibovitch        | Pablo                                                  |
| Felipe Rocha            | ator da peça teatral de Naomi                          |
| Gilberto Marmorosch     | Simão                                                  |
| Rayssa Medeiros         | Carlota Joaquina (criança)                             |
| Thais Müller            | Rosaura (criança)                                      |
| Brunno Abrahão          | Dom Miguel (criança)                                   |
| Carlos Machado Filho    | Dom Pedro I (criança)                                  |
| Fabio Ricardo Junior    | Dom Pedro II (criança)                                 |
| Júlia Maggessi          | Princesa Maria (criança)                               |
| Cecília Dassi           | Princesa Maria (adolescente)                           |
| Maria Cristina Gatti    | dona de uma pensão                                     |
| Monah Delacy            | madre superiora                                        |
| Tatiana Issa            | noviça                                                 |
| Ademir Zanyor           | escravo                                                |
| Joana Tristão           | escrava                                                |
| Yeda Dantas             | cozinheira                                             |
| Kelzy Ecard             | cozinheira                                             |

## Exibição
Foi reexibida na íntegra pelo Viva de 1 de setembro a 4 de novembro de 2011, substituindo Agosto e sendo substituída por Labirinto. Foi reexibida novamente na íntegra pelo Viva de 6 de janeiro a 10 de março de 2014, substituindo Hilda Furacão e sendo substituída por Retrato de Mulher, às 23h10. Foi reexibida novamente na íntegra pelo Viva de 30 de maio a 2 de agosto de 2022, substituindo Chiquinha Gonzaga e sendo substituída por Toma Lá, Da Cá, às 19h30.

### Outras Mídias
Em 4 de setembro de 2023, foi disponibilizada na íntegra pelo Globoplay, como parte do Projeto Resgate.

## Trilha sonora
A trilha sonora da minissérie reuniu canções em português e inglês, trazendo Bruna Lombardi ilustrando a capa do álbum.
Lista de faixas
| N.º | Título                                    | Música             | Personagem tema           | Duração |  |
| 1.  | "There is No Business Like Show Business" | Ethel Merman       | Manuela                   | 3:43    |  |
| 2.  | "Barco Negro (Mãe Preta)"                 | Ney Matogrosso     | Geral                     | 3:25    |  |
| 3.  | "I've Got You Under My Skin"              | Frankie Valli      | Carlota Joaquina          | 3:31    |  |
| 4.  | "Atrás da Porta"                          | Elis Regina        | Domitila                  | 3:16    |  |
| 5.  | "Theme from the Valley of the Dolls"      | K. D. Lang         | Dom Pedro e Leopoldina    | 3:42    |  |
| 6.  | "Coleção"                                 | Cassiano           | Dom Carlos e Maria Teresa | 3:20    |  |
| 7.  | "Anema e Cuore"                           | Luciano Bruno      | Chalaça e Manuela         | 3:47    |  |
| 8.  | "Raindrops Keep Fallin' on My Head"       | B. J. Thomas       | Chalaça                   | 3:45    |  |
| 9.  | "Só Louco"                                | Gal Costa          | Dom Pedro e Domitila      | 3:45    |  |
| 10. | "Change"                                  | Lisa Stansfield    | Branca                    | 3:20    |  |
| 11. | "Pata Pata"                               | Mirian Makeba      | Maria, a Louca            | 3:24    |  |
| 12. | "September"                               | Earth, Wind & Fire | Dom Pedro                 | 3:15    |  |
| 13. | "There is No Business Like Show Business" | Lomiranda          | Abertura                  | 3:31    |  |
| 14. | "It Had To Be You"                        | Harry Connick Jr.  | Dom Pedro e Amélia        | 3:38    |  |